# René Mortiaux
René Mortiaux (ur. w 1881, data śmierci nieznana) – belgijski bobsleista, brązowy medalista zimowych igrzysk olimpijskich w Chamonix w czwórkach.